# Гірсівка
Гі́рсівка — село в Україні, у Олександрівській сільській громаді Мелітопольського району Запорізької області. Населення становить 1313 осіб. Колишній орган місцевого самоврядування — Гірсівська сільська рада.

## Географія
Село Гірсівка розташоване на лівому березі річки Джекельня, що через 2,5 км впадає у Молочний лиман, за 25 км на південний захід від селища Приазовське. Вище за течією на відстані 5 км розташоване село Караруга. Найближча залізнична станція Мелітополь (за 32 км).

## Історія
Поблизу села Гірсівка виявлені залишки скіфського поселення (IV століття до н. е.).
Село засноване, як Тропокло 1862 року болгарами з бессарабського села Треновки Ізмаїльського повіту, на місці ногайського поселення Тулга.
У 1892 році перейменовано в село Гірсівка. Висловлюється припущення, що Гірсівка — це наслідування назви селища Гірсова (нині — Хиршова, Hârşova) на річці Дунай, звідки прийшли болгарські переселенці. За іншою версією, назва походить від прізвища міністра закордонних справ Миколи Гірса.
7 (20) листопада 1917 року, відповідно до Третього Універсалу Української Центральної Ради, увійшло до складу Української Народної Республіки.
Село постраждало від організованого радянською владою Голодомору 1932—1933 років, встановлені імена 16 жертв.
27 листопада 2017 року Гірсівська сільська рада, в ході децентралізації, об'єднана з Олександрівською сільською громадою.
12 червня 2020 року, відповідно до розпорядження Кабінету Міністрів України № 713-р «Про визначення адміністративних центрів та затвердження територій територіальних громад Запорізької області», село увійшло в Олександрівську сільську громаду.
19 липня 2020 року, в результаті адміністративно-територіальної реформи та ліквідації Приазовського району, село увійшло до складу Мелітопольського району.

## Економіка
- «Іскра», ТОВ.

## Об'єкти соціальної сфери
- Середнія загальноосвітня школа.
- Дитячий дошкільний навчальний заклад.
- Будинок культури.
- Фельдшерсько-акушерський пункт.